# Emil Wipperich
Emil Wipperich (* 5. Oktober 1854 in Havelberg, Deutschland; † 19. April 1917 in Wien) war ein deutsch-österreichischer Hornist und Musikpädagoge.

## Leben
Emil Wipperich erhielt seinen ersten Unterricht im Alter von sieben Jahren in der Musikkapelle seines Heimatortes. Er diente später als Musiker beim Kaiser Franz-Gardegrenadierregiment in Berlin, bei dem er weiter ausgebildet wurde. Ende des Jahres 1881 wurde Wipperich Mitglied des Orchesters der Wiener Hofoper sowie der Wiener Philharmoniker, denen er 34 Jahre angehörte.
Im Jahr 1879 wurde, anlässlich der silbernen Hochzeit von Kaiser Franz Joseph und Elisabeth von Österreich-Ungarn (genannt Sisi), der österreichische Maler und Dekorationskünstler Hans Makart mit der Organisation und Durchführung eines Festzuges durch die Wiener Innenstadt beauftragt. Auf einem Wagen dieses Umzuges wirkte Emil Wipperich gemeinsam mit Josef Schantl, Anton Wunderer und Franz Pichler in einem Jagdhornquartett mit.
Mit seiner ersten Frau Anna Maria, geb. Litschauer (* ca. 1861 Havelberg, † 11. August 1885 Wien) hatte er die Tochter Anna Emilie Friederike (* 22. Juni 1884 Wien, † 8. November 1957 Wien).
Am 16. August 1893 heiratete Wipperich seine zweite Frau Maria Theresia Juliana, geb. Mayr (* 16. Februar 1867 in Wien, † 8. August 1948 ebenda). Mit ihr hatte er die Kinder Hildegard Maria (* 12. August 1894 Wien, † 6. November 1944 Wien) und Heinrich Emil Rudolf (* 21. Oktober 1900 Wien, † 11. September 1971 Wien).
Nachdem Wipperich im Jahr 1915 aus gesundheitlichen Gründen aus den Orchestern ausscheiden musste, wirkte er weiterhin als Lehrer. Er unterrichtete seit dem Jahr 1898 am Konservatorium der Gesellschaft der Musikfreunde in Wien bzw. an der Wiener Musikakademie bis kurz vor seinem Tod.
Emil Wipperichs letzte Ruhestätte befindet sich auf dem Wiener Friedhof Hietzing unter dem Namen Karl Wipperich (Gr. 40, Nr. 26). Der Vorname Emil ist hier als Künstlername angegeben.

## Werk
Emil Wipperich war international berühmt für seine Interpretation des Horn-Solos aus Richard Wagners Siegfried, für dessen 50. Aufführung ihm im Jahr 1904 von Franz Schalk und dem Hofopernorchester eine Bronzeplakette überreicht wurde.

## Auszeichnungen
- 1902: Großherzogliche hessische Medaille für Kunst und Wissenschaft[1]
- 1914: Goldenes Verdienstkreuz mit Krone[1]